# Law Hieng Ding
Dans ce nom chinois, le nom de famille, Law, précède le nom personnel.
Law Hieng Ding (en chinois : 刘贤镇), né le 4 octobre 1935 à Sibu (Sarawak) et mort le 25 décembre 2018 dans la même ville, est un homme politique malaisien, membre du Sarawak United People’s Party (SUPP).

## Biographie
Il a obtenu son baccalauréat en commerce en comptabilité et en banque de l'Université Nanyang à Singapour en 1960.[réf. nécessaire]
Député au Dewan Rakyat (Chambre basse du Parlement de Malaisie) pour la circonscription de Sarikei de 1982 à 2008, il est ministre de la Science, de la Technologie et de l'Environnement de 1990 à 2004. Au moment de sa mort, il est vice-président du SUPP.